# Османов, Магомед-Нури Османович
Магоме́д-Нури́ Осма́нович Осма́нов (6 февраля 1924, Махачкала, Дагестанская АССР, РСФСР, СССР — 8 августа 2015, Хаджалмахи, Республика Дагестан, Российская Федерация) — советский и российский востоковед-иранист, текстолог, лексикограф и исламовед. Доктор филологических наук, профессор кафедры иранской и тюркской филологии и директор Института исламоведения Дагестанского государственного университета, заслуженный деятель науки Российской Федерации (2003), член-корреспондент Иорданского королевского института исламской мысли. Один из переводчиков Корана на русский язык.

## Биография
По национальности — даргинец. Сын политического деятеля, участника Гражданской войны Османа Османова. В 1941 году окончил с отличием Махачкалинскую среднюю школу № 2. В 1950 году окончил филологический факультет Московского государственного университета по специальности «иранская филология», получил диплом с отличием. С 1951 по 1954 годы проходил аспирантскую подготовку в Институте востоковедения АН СССР, защитил кандидатскую диссертацию «„Шах-наме“ Фирдоуси в истории персидской литературы».
С 1954 по 1997 год работал в Институте востоковедения, последняя должность — главный научный сотрудник. В 1970 году защитил докторскую диссертацию «Стиль персидской поэзии IX—X вв.». В 1987 году получил звание профессора. В 1984 году был избран членом-корреспондентом Иорданского королевского института исламской мысли (Fellow of The Royal Aal al-Bayt Institute for Islamic Thought).
С 1997 года жил в Махачкале, работал в отделе востоковедения Института истории, археологии и этнографии Дагестанского научного центра РАН главным научным сотрудником. Одновременно — профессор кафедры иранской и тюркской филологии и директор Института исламоведения ДГУ.
Основные направления научно-исследовательских работ: история и текстология персидской литературы, персидская лексикография, перевод и комментирование Корана. В последние годы работал над четвёртым изданием перевода Корана.
Автор более 250 научных публикаций, в том числе монографий: «Омар Хайям. Жизнь и творчество» (М.: Изд-во АН СССР, 1959) — в соавторстве с Р. М. Алиевым; «Фирдоуси. Жизнь и творчество» (М.: Наука, 1959); «Частотный словарь Унсури» (М.: Наука, 1970); «Стиль персидско-таджикской поэзии IX—X вв.» (М.: Наука, 1970).
Брат — этнограф, заслуженный деятель науки РФ и Республики Дагестан Магомед-Загир Османов (1930—2007).

## Перевод Корана
В 1995 году вышел перевод Корана на русский язык. Этот перевод сочетает в себе попытку точной передачи смысла и доступность понимания языка. В отличие от других научных переводов в комментариях Османов широко использует тафсиры, а также для лучшей связности текста делает вставки слов и выражений и ведёт повествование в одном глагольном времени, в отличие от подлинника, где связь времён часто бывает нарушена. Но в то же время учёными отмечается недостаточное стремление передать художественную и сакральную особенность текста, хотя это стремление имеет место[привести пример]. Так д.ф.н., профессор кафедры арабской филологии Восточного факультета СПбГУ А. А. Долинина отмечает следующее 

Хороший, добротный, академический перевод принадлежит Нури Османову. Коран в его переводе выдержал несколько изданий. Нури Османов использовал много тафсиров. Замечу, что Крачковский даёт тот текст, когда ещё тафсиров не было. Нури Османов хотел, чтобы перевод был максимально понятен современному мусульманину, человеку, который арабского языка не знает. Он сделал хорошим русским языком перевод, комментированный, вставляя те слова и выражения, которых в тексте Корана нет, но которые подразумеваются. Текст у него достаточно связный. При этом Нури Османов абсолютно не пытался передать художественную сторону Корана. 
 Второе издание вышло в 1999 году. В 2007 году вышло третье издание.
Также учёными отмечается, что перевод Османова ввиду его отхода от строгого следования букве и замены слов смысловыми вставками из тафсиров не может быть отнесён к документальным и дословным.
За издание «Коран: академический перевод и комментарий» награждён Государственной премией РФ в области науки и техники (2002). В 2003 году присуждено звание Заслуженного деятеля науки РФ.

## Научные труды

### Монографии
- Османов М.-Н. О. Фирдоуси. Жизнь и творчество. / Отв. ред. И. С. Брагинский. — М.: Издательство восточной литературы, 1959. — 187 с.

### Статьи
- Фирдоуси / Османов М.-Н. О. // Ульяновск — Франкфорт. — М. : Советская энциклопедия, 1977. — (Большая советская энциклопедия : [в 30 т.] / гл. ред.  А. М. Прохоров ; 1969—1978, т. 27).